# Ventosa (Candamo)
Ventosa ist eine von 11 Parroquias der Gemeinde Candamo in der autonomen Region Asturien in Spanien.
Traditioneller Erwerbszweig der Parroquia ist die Viehwirtschaft. 

Ventosa ist über die AS-227 und die FEVE erreichbar.
Die Pfarrkirche des Ortes ist dem heiligen Johannes geweiht (Iglesia Parroquial de San Juan de Ventosa). Neben dem Patronatsfest am 24. Juni (Fiesta de San Juan) wird am  2. Februar das Kerzenfest (Fiesta de Las Candelas) gefeiert sowie am 22. Juni  die „Fiesta de La Magdalena“ in La Mafalla.

## Dörfer und Weiler in der Parroquia
- Faces – 39 Einwohner 2011 - 43° 27′ 58″ N, 6° 0′ 47″ W
- Faedo – 2 Einwohner 2011
- La Mafalla – 16 Einwohner 2011 - 43° 28′ 28″ N, 6° 1′ 24″ W
- Las Pandiellas – 32 Einwohner 2011 - 43° 29′ 27″ N, 6° 1′ 39″ W
- Pulide – 9 Einwohner 2011
- La Rebolada – 5 Einwohner 2011
- Reznera – 11 Einwohner 2011 - 43° 29′ 32″ N, 6° 1′ 55″ W
- Tablado – 16 Einwohner 2011 - 43° 29′ 7″ N, 6° 1′ 58″ W
- Los Valles – 11 Einwohner 2011 - 43° 29′ 31″ N, 6° 2′ 18″ W
- Arganosa – 0 Einwohner 2011 - 43° 29′ 17″ N, 6° 0′ 34″ W
- Las Paciones – 4 Einwohner 2011 - 43° 28′ 59″ N, 6° 1′ 30″ W
- La Reigada – 17 Einwohner 2011 - 43° 28′ 32″ N, 5° 59′ 31″ W
- La Ronada – 7 Einwohner 2011
- Ventosa – 151 Einwohner 2011